# Spite Marriage
Spite Marriage (bra: O Noivo Cara-Dura) é um filme de comédia mudo americano de 1929, codirigido por Buster Keaton e Edward Sedgwick e estrelado por Keaton e Dorothy Sebastian. É o segundo filme que Keaton fez para a MGM e seu último filme mudo, embora ele quisesse que fosse um "talkie" ou um filme sonoro completo. Embora a produção não tenha diálogos gravados, ela apresenta uma trilha sonora sincronizada e risos, aplausos e outros efeitos sonoros gravados em algumas cenas. Mais tarde, Keaton escreveu gags para algumas estrelas promissoras da MGM como Red Skelton, e desse filme reciclou muitas gags, algumas tomada por tomada, para o filme de Skelton de 1943, I Dood It.

## Trama
Elmer, um trabalhador humilde em uma lavanderia a seco, idolatra a atriz de teatro Trilby Drew (Dorothy Sebastian). Ela, por sua vez, gosta do também ator Lionel Benmore (Edward Earle). Quando Lionel a rejeita pela jovem Ethyl Norcrosse (Leila Hyams), ela impulsivamente pede a Elmer que se case com ela. Depois de vários desencontros, uma série de coincidências une Elmer e Trilby novamente, e ela tem motivos para reavaliá-lo.

## Elenco
- Buster Keaton como Elmer (Gantry)

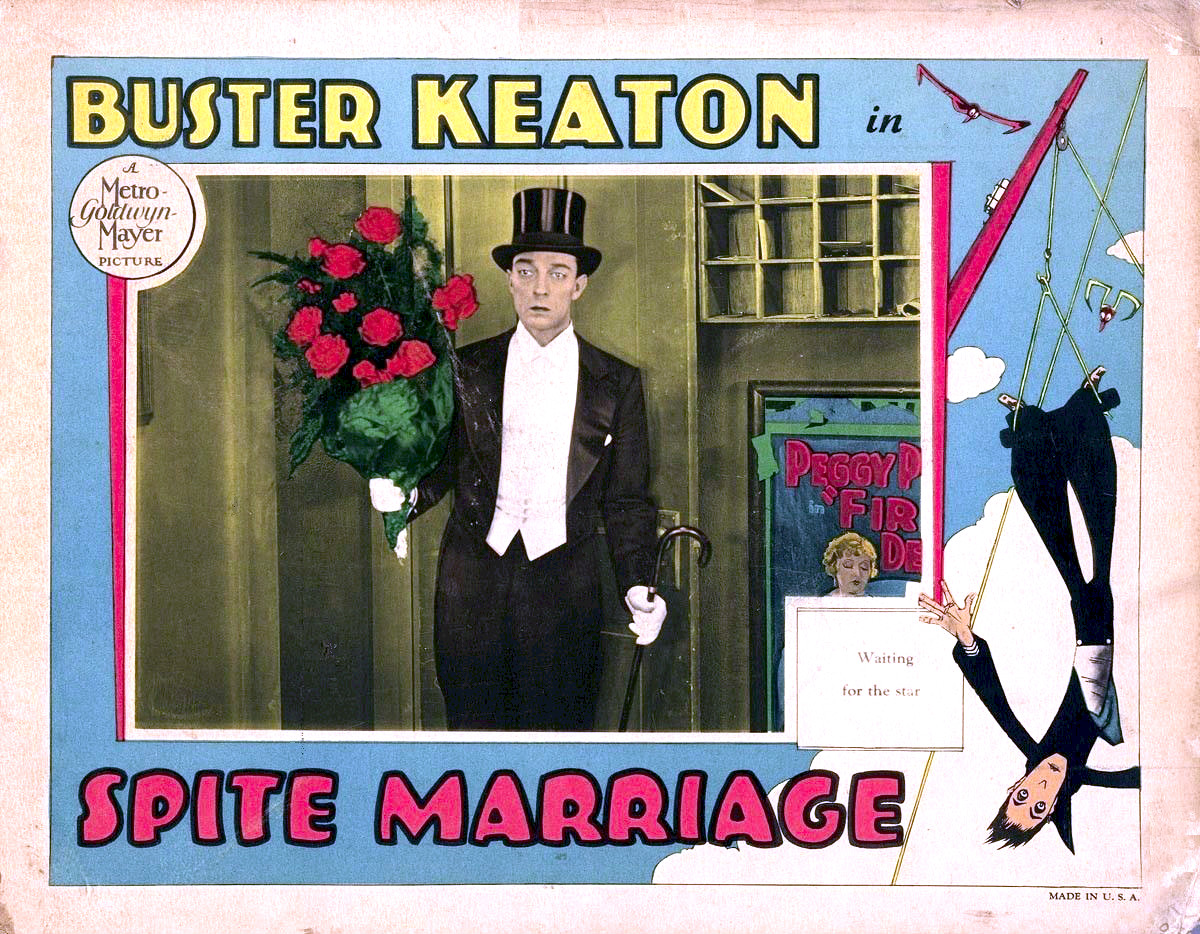
cartão de entrada

- Dorothy Sebastian como Trilby Drew
- Edward Earle como Lionel Benmore
- Leila Hyams como Ethyl Norcrosse
- William Bechtel como Nussbaum
- John Byron como Scarzi
- Joe Bordeaux como Rumrunner (sem créditos)
- Ray Cooke como The Bellboy (sem créditos)
- Mike Donlin como Man in Ship's Engine Room (sem créditos)
- Pat Harmon como Capitão do Rebocador (sem créditos)
- Sydney Jarvis como homem na platéia ao lado de Elmer (sem créditos)
- Theodore Lorch como Ator como 'Union Officer' (sem créditos)
- Hank Mann como Stage Manager (sem créditos)
- Charles Sullivan como Tough Sailor (sem créditos)

## Produção

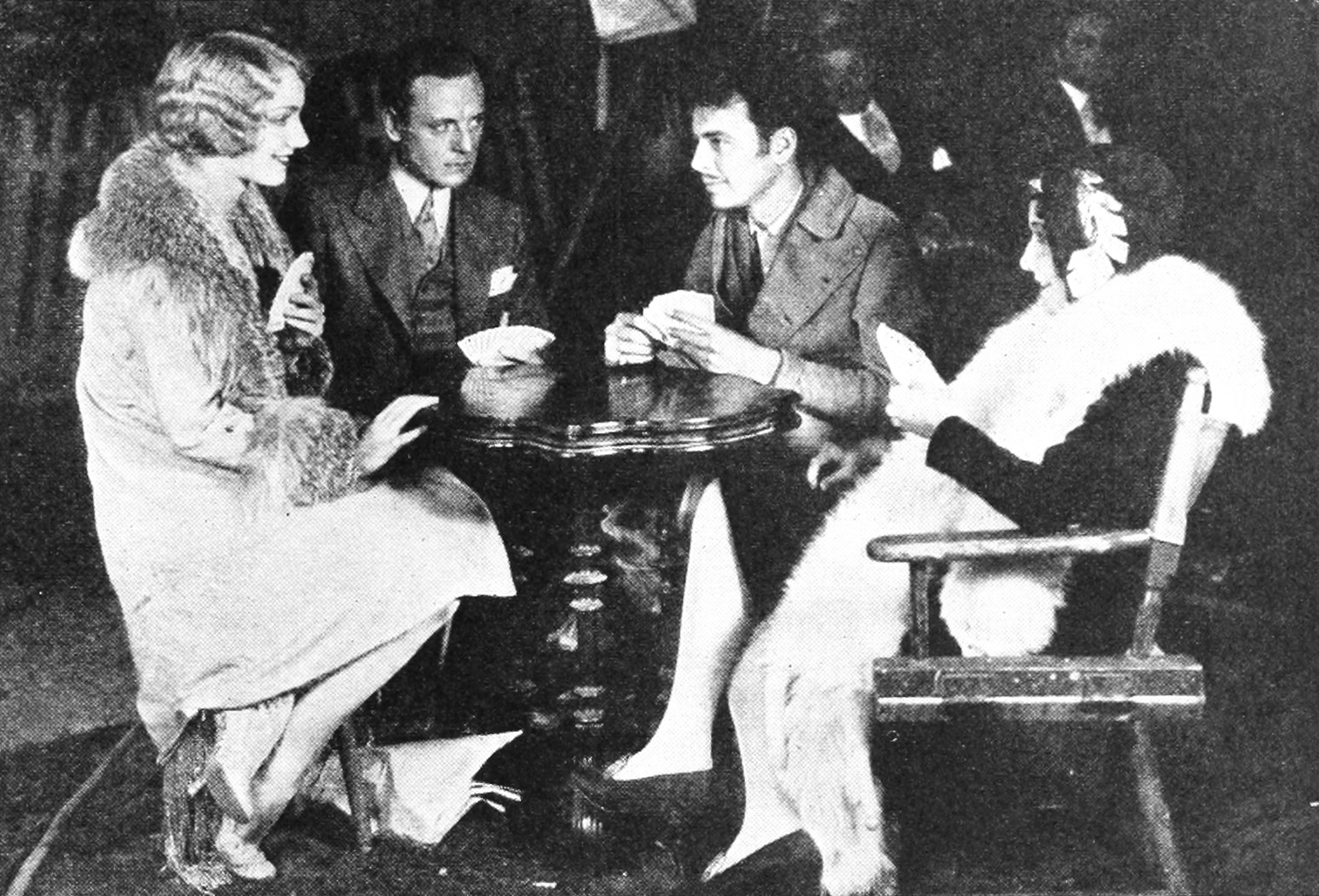
Atores jogando cartas durante o intervalo nas filmagens, dezembro de 1928; (da esquerda para a direita) Hyams, Earle, o visitante William "Buster" Collier e Sebastian.

Em sua edição de 12 de setembro de 1928, o amplamente lido jornal de entretenimento Variety anunciou: "O próximo de Buster Keaton, 'Spite Marriage', também terá diálogos". Apesar de anúncios de publicações comerciais populares, o filme foi destinado desde a pré-produção para ser um muda da MGM, pelo menos um sem nenhum diálogo gravado. O chefe de produção do estúdio, Irving Thalberg, se opôs aos planos de Keaton de fazer do filme seu primeiro "talkie". Thalberg tinha razões financeiras e técnicas para rejeitar quaisquer propostas de Keaton ou outros para aplicar som total à comédia planejada. Por exemplo, no outono de 1928, durante aquele período de transição para o som, a MGM tinha à sua disposição apenas um conjunto de equipamentos de gravação. Em segundo lugar, mas mais importante, o executivo da MGM acreditava que adicionar as complicações e despesas de uma nova tecnologia, especialmente para um artista como Buster, cuja criatividade prosperava em "improvisações demoradas" e um alto grau de de flexibilidade durante a filmagem. Thalberg, portanto, insistiu na simplicidade técnica e no roteiro fechado e definiu a supervisão do segundo projeto de Keaton para o estúdio para reduzir atrasos e aumentar os lucros potenciais para o produto final.
De acordo com o catálogo do American Film Institute, o trabalho de produção do filme começou em 14 de novembro de 1928, uma data geralmente consistente com uma reportagem de 27 de novembro no Exhibitors Herald e Motion Picture World, que anuncia que Keaton começou a trabalhar no filme "na semana passada".
As atualizações de notícias sobre o filme em publicações comerciais de 1928 indicam que o elenco ainda estava sendo finalizado na segunda quinzena de novembro. O Exhibitors Daily Review anunciou em 16 de novembro: "Dorothy Sebastian assumiu o papel feminino ao lado de Buster Keaton". Uma semana depois, The Distributor, um jornal publicado pelo departamento de vendas da MGM, confirmou que o estúdio havia atribuído a Leila Hyams um "grande papel" no "próximo veículo Buster Keaton" em parte devido ao seu "sucesso distinto" como protagonista no o recente drama criminal do estúdio Alias Jimmy Valentine.

## Recepção
Spite Marriage em 1929 foi geralmente muito bem recebido pelos críticos nos principais jornais, pelos críticos nos principais jornais e jornais comerciais da indústria cinematográfica, bem como pelos espectadores. O influente crítico do The New York Times, Mordaunt Hall, comenta sobre a resposta do público à comédia em sua avaliação do filme. Ele observa que Keaton criou "um estado de grande alegria" no Capitol Theatre em Manhattan, onde Hall compareceu à estreia da comédia em 25 de março, acrescentando "houve ondas de riso de cima a baixo da casa". Abel Green, o editor e crítico da Variety, caracteriza a produção de Keaton como "repleta de gargalhadas" e também descreve que o público do Capitol está "histérico" e "alegre" enquanto assiste.
O jornal The Film Daily classificou o longa da MGM como "o filme mais engraçado lançado em meses". Em sua crítica de 31 de março, o jornal elogia o filme e chama atenção especial para a atuação de Sebastian:
Buster Keaton puts over one of the best he has ever done and has 'em fairly rocking in their seats. Dorothy Sebastian springs a big surprise as a comedienne who can only be compared to Marion Davies ... [The film] is a natural for real laughs that keep coming with practically no let-up right through the footage. There are three outstanding comedy sequences, all hitting the funny bone from a new angle. In one gag that Buster pulls, it is so original and screamingly funny that the audience at the Capitol broke out in spontaneous applause.
Depois de ver uma prévia de Spite Marriage semanas antes de sua estreia em Nova York, o crítico Walter R. Greene, da revista especializada Motion Picture News, elogiou o longa ainda mais do que o The Film Daily, julgando o trabalho de Keaton como "uma das melhores peças de comédia já desenvolvidas em um filme". Comparando Spite Marriage com Charlie Chaplin 's The Gold Rush (1925), Greene em sua crítica afirma: "A imagem está repleta de risadas" e relata que a sequência em que Keaton coloca sua esposa embriagada na cama evocou do público "um contínuo rugir por mais de meio carretel." Photoplay, a principal revista de fãs de cinema da época, só aumentou os elogios e endossos que o filme recebeu em 1929. Em sua edição de abril, a revista rotula o filme de "hilário", "intenso" e "chaplinesco".